# Othniel Charles Marsh
Othniel Charles Marsh (Lockport, Nueva York, Estados Unidos, 29 de octubre de 1831 - 18 de marzo de 1899) fue uno de los paleontólogos más destacados del siglo XIX. Durante la llamada guerra de los Huesos descubrió numerosos fósiles en el oeste estadounidense.

## Biografía
Marsh se graduó en la Universidad de Yale en 1860 y estudió geología y mineralogía en la escuela científica Sheffield, New Haven, (Connecticut, Estados Unidos), y posteriormente paleontología y anatomía en Berlín, Heidelberg, y Breslau en Alemania. Volvió a los Estados Unidos en 1866 y fue elegido catedrático de paleontología de vertebrados en la Universidad de Yale. Convenció a su tío, George Peabody, para fundar el Museo de Historia Natural de Yale.
En mayo de 1871 Marsh encontró los primeros fósiles de pterosaurio de los Estados Unidos. Asimismo, descubrió restos de caballos primitivos junto a restos de pájaros dentados (tales como Ichthyornis y Hesperornis), de reptiles voladores y de dinosaurios de los períodos Cretácico y Jurásico, entre los cuales se encuentran los conocidos Apatosaurus, Allosaurus, Stegosaurus, Diplodocus y Triceratops.
Marsh rivalizó con su compatriota Edward Drinker Cope durante la anteriormente comentada "Guerra de los Huesos". Los dos vivieron una feroz rivalidad y consiguieron descubrir más de 120 especies nuevas de dinosaurios.
Marsh está enterrado en el Cementerio de Grove Street, New Haven.

## Abreviatura (zoología)
La abreviatura Marsh  se emplea para indicar a Othniel Charles Marsh como autoridad en la descripción y taxonomía en zoología.